# Nocera Umbra
Nocera Umbra je italská obec v provincii Perugia v oblasti Umbrie. Leží v přírodním parku Monte Subasio. V místní části Bagnara na hoře Monte Pennino pramení řeka Topino. V roce 2019 zde žilo 5 647 obyvatel.

## Geografie

### Místní části
Acciano, Africa, Aggi, Bagnara, Bagni, Boschetto, Boschetto Basso, Capannacce, Casa Paoletti, Casaluna, Case, Case Basse, Castiglioni, Castrucciano, Cellerano, Colle, Colle Croce, Colpertana, Colsaino, Gaifana, Isola, La Costa, Lanciano, Largnano, Le Moline, Maccantone, Mascionchie, Molina, Molinaccio, Montecchio, Mosciano, Nocera Scalo, Nocera Umbra Stazione, Pettinara, Ponte Parrano, Schiagni, Sorifa, Villa di Postignano a Ville Santa Lucia.

### Sousední obce
Assisi, Fabriano (AN), Fiuminata (MC), Foligno, Gualdo Tadino, Serravalle di Chienti (MC), Valfabbrica, Valtopina

## Historie
Ve starověku se připomíná antické město pod názvem Nuceria Camellaria, leželo při Via Flaminia, hlavní silnici do Ravenny. Zmiňuje se o něm například Plinius starší. Roku 410 město obsadili a vyplenili Svébové pod vedením Alaricha. Roku 715 za vlády Langobardů se město nazývalo Nokria. Stalo se důležitým centrem na severozápadě knížectví Spoleto, závislým na byzantském exarchátu Ravenna. Patřilo k prvním sídlům diecéze, od 12. století bylo obehnáno hradbami. 

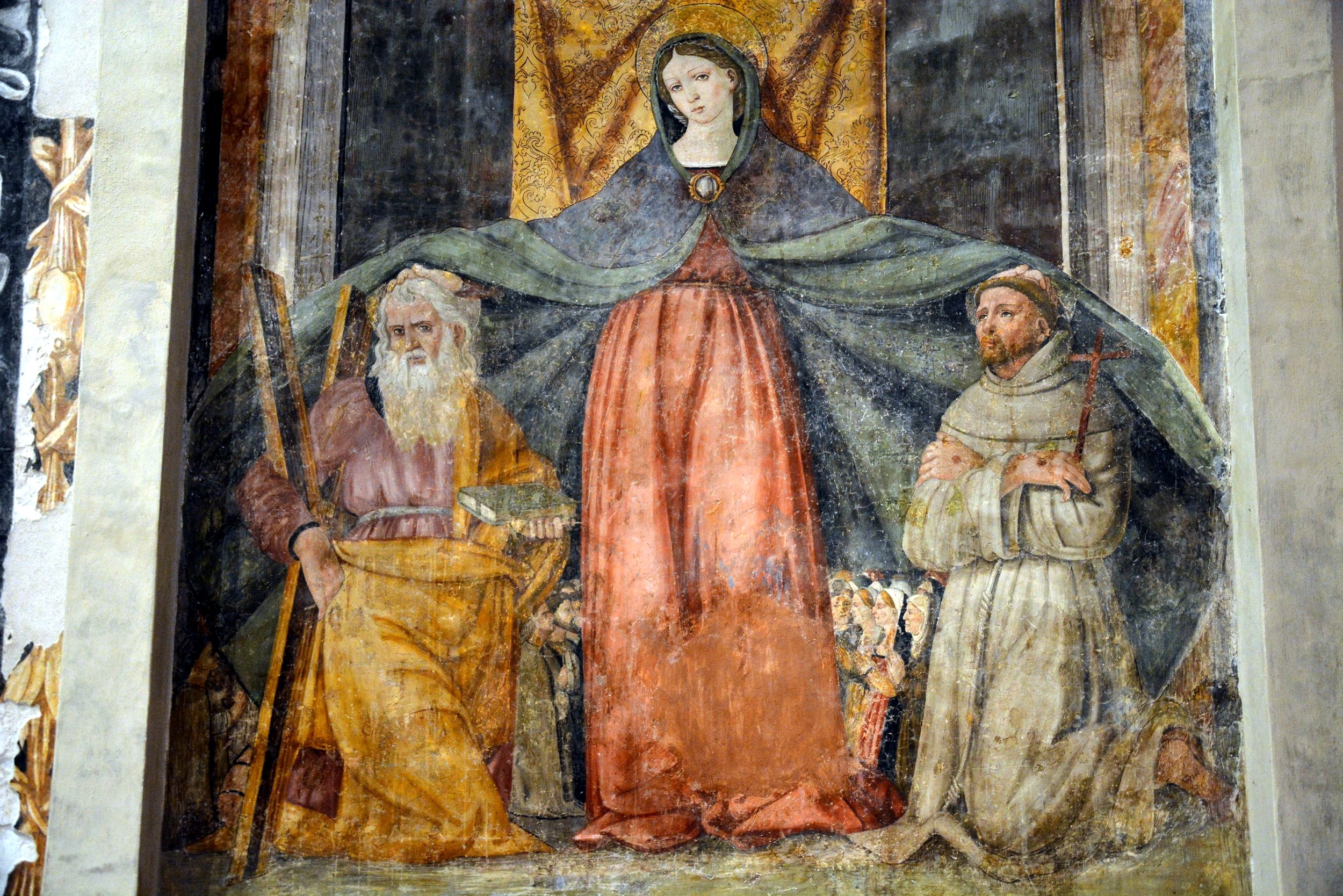
Freska s Pannou Marií ochranitelkou mezi sv. Ondřejem a Františkem, 14. století

  Hradby byly propojeny s klášterem františkánů, který roku 1248 pobořil římský císař Fridrich II. Štaufský, když město dobyl, aby je zbavil guelfů. Později se františkáni přestěhovali do nové stavby. V roce 1279 bylo město zničeno zemětřesením.
Město bylo v polovině 15. století přestavěno. Až do sjednocení Itálie v roce 1860 bylo součástí papežského státu.

## Vývoj počtu obyvatel
Zdroj:  
Podle sčítání obyvatel z roku 2015 tvořili 10,96% (640 osob) přistěhovalci. Podle národnosti to byli: Rumuni 210 (3,60%), Albánci 142 (2,43%) a Maročané 116 (1,99%).

## Památky
- Katedrála Nanebevzetí Panny Marie' (Cattedrale di Santa Maria Assunta) – trojlodní předrománská bazilika, založená v 10. století, s dochovanými kamenickými detaily na portálech; přestavěna v 15. století, interiér s klenbami a malbami v závěru je barokní; zde byl původně hrob patrona města, mnicha a pozdějšího biskupa sv. Rinalda († 1217); jeho svátek se v Noceře slaví 9. února.
- Biskupský palác
- Kostel Sv. Rinalda (Chiesa di San Rinaldo) – jednolodní cihlová stavba na Piazza Caprera

- Kostel sv. Františka s klášterem – založen roku 1319, v letech 1494 až 1497 jej přestavěl lombardský architekt Antonio di Pietro da Castelrotto. První románský portál pochází z roku 1319, druhý gotický polychromovaný z roku 1386 má veršovanou datovanou pamětní desku, zazděnou vedle portálu.
  - gotické fresky: Panna Marie ochranitelka
  - pinakotéka s regionální sbírkou středověkých a renesančních obrazů a soch umbrijské školy
  - románská oltářní menza s tordovanými sloupy

- Campanaccio – věž městského opevnění s cimbuřím; rekonstruována roku 1997; rozhledna přístupná veřejnosti
- Městská brána sv. Františka (Porta San Francesco, nebo Porta Vecchia)
- Kamenný portál termálních pramenů lázní s erbem a pamětní deskou papeže Klementa XI. z roku 1717
- Kostel Panny Marie v místní části Stravignano

## Galerie

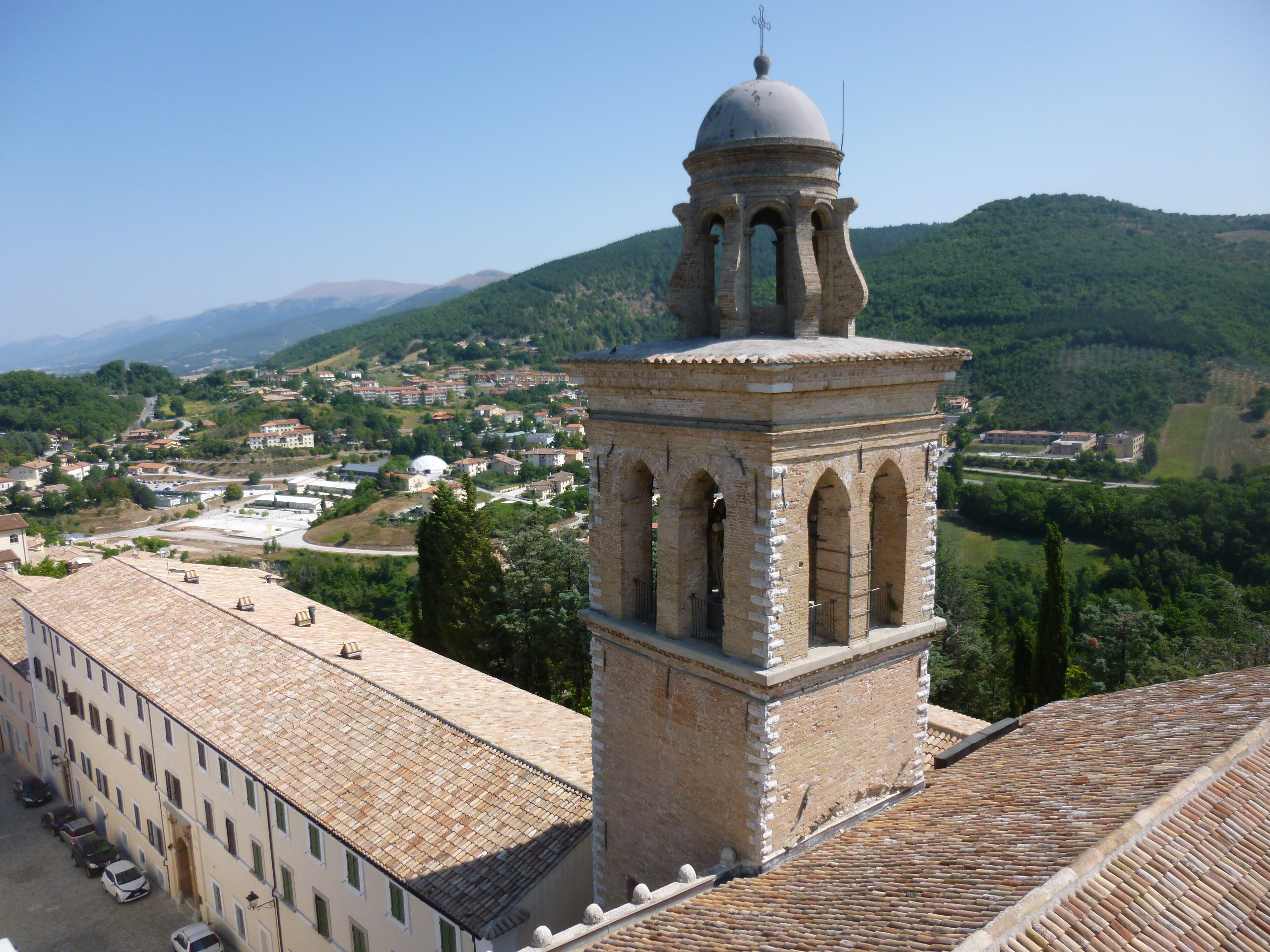
Věž katedrály
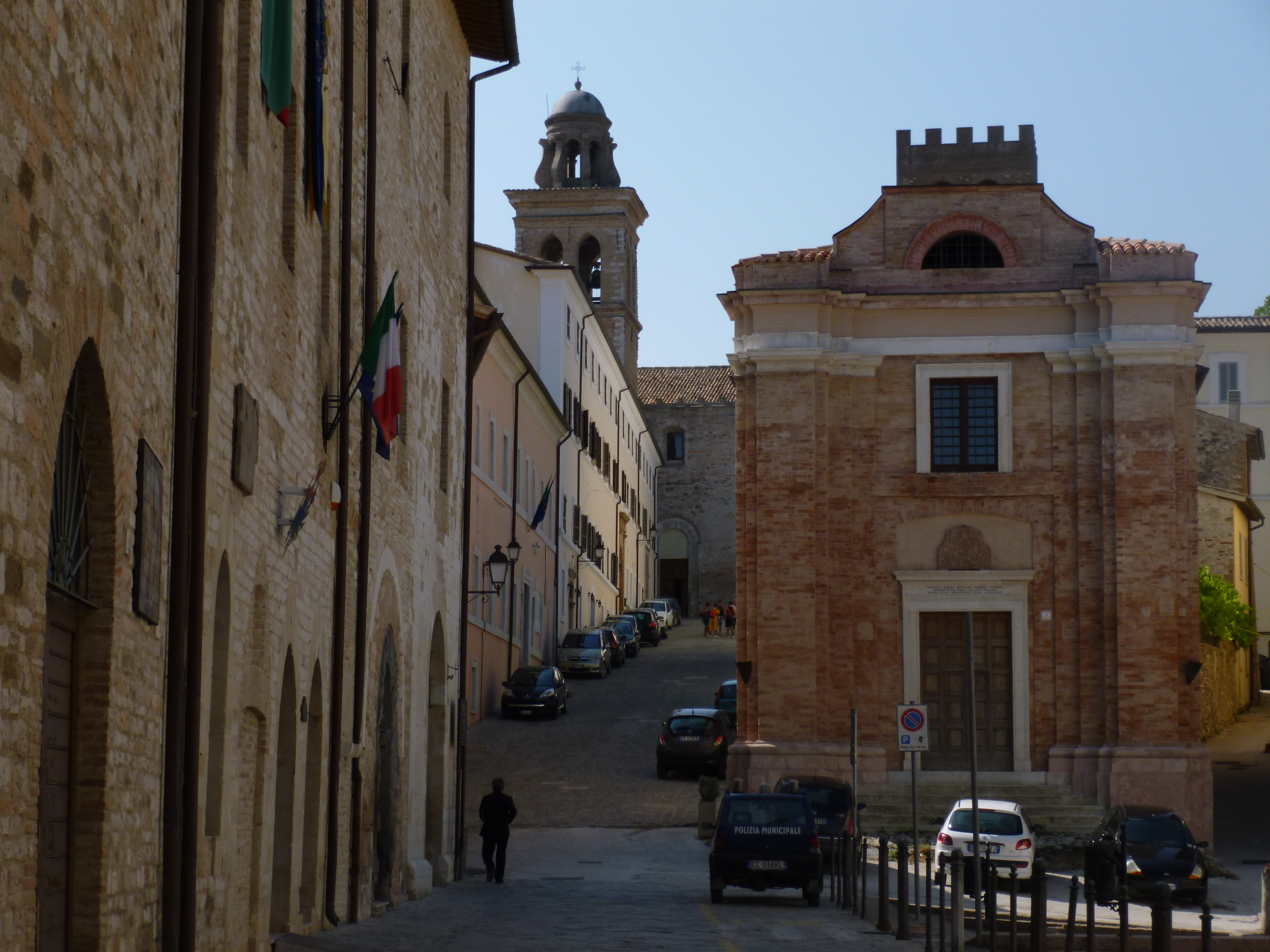
Náměstí Piazza Caprera
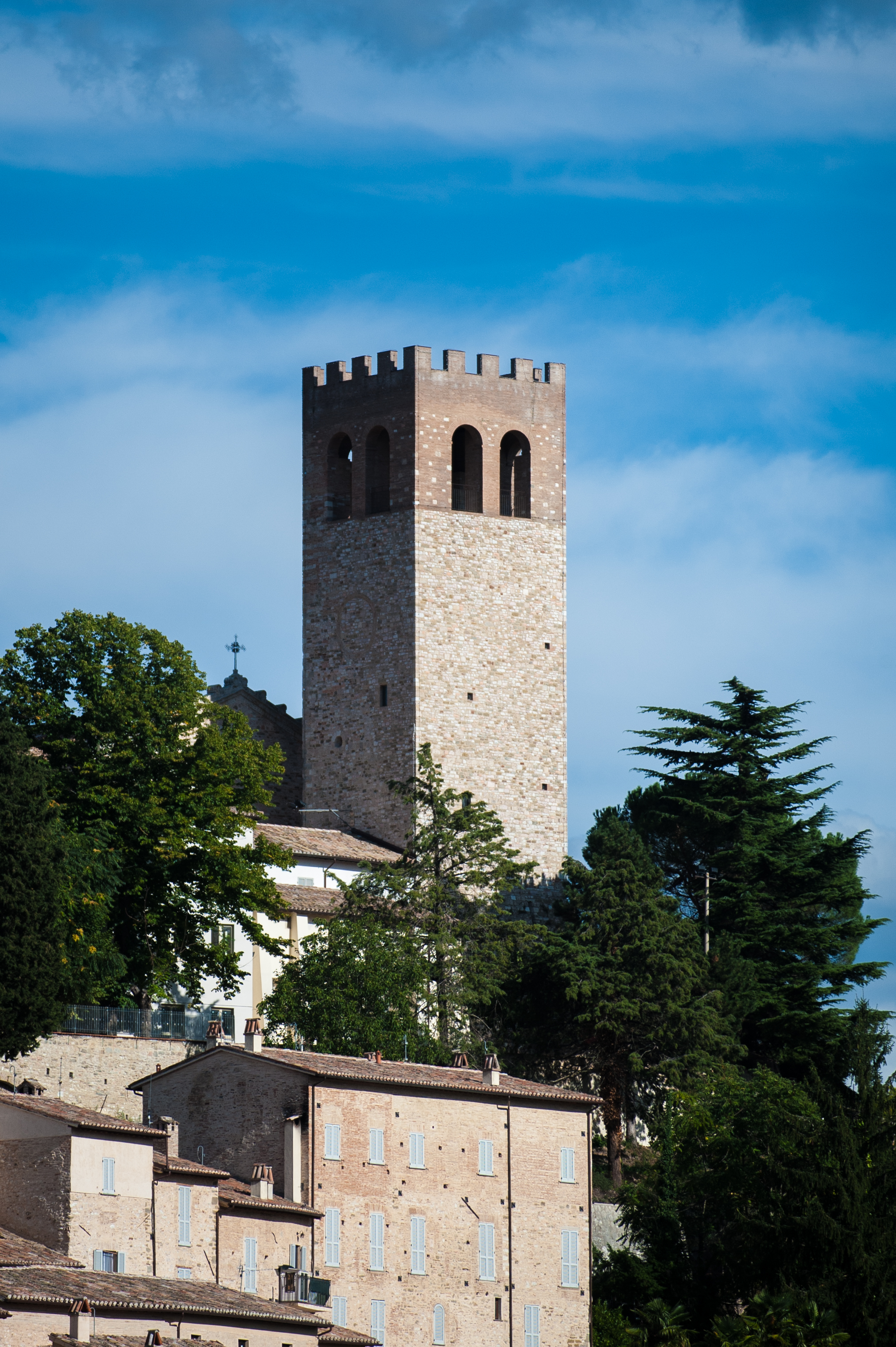
Věž Campanaccio
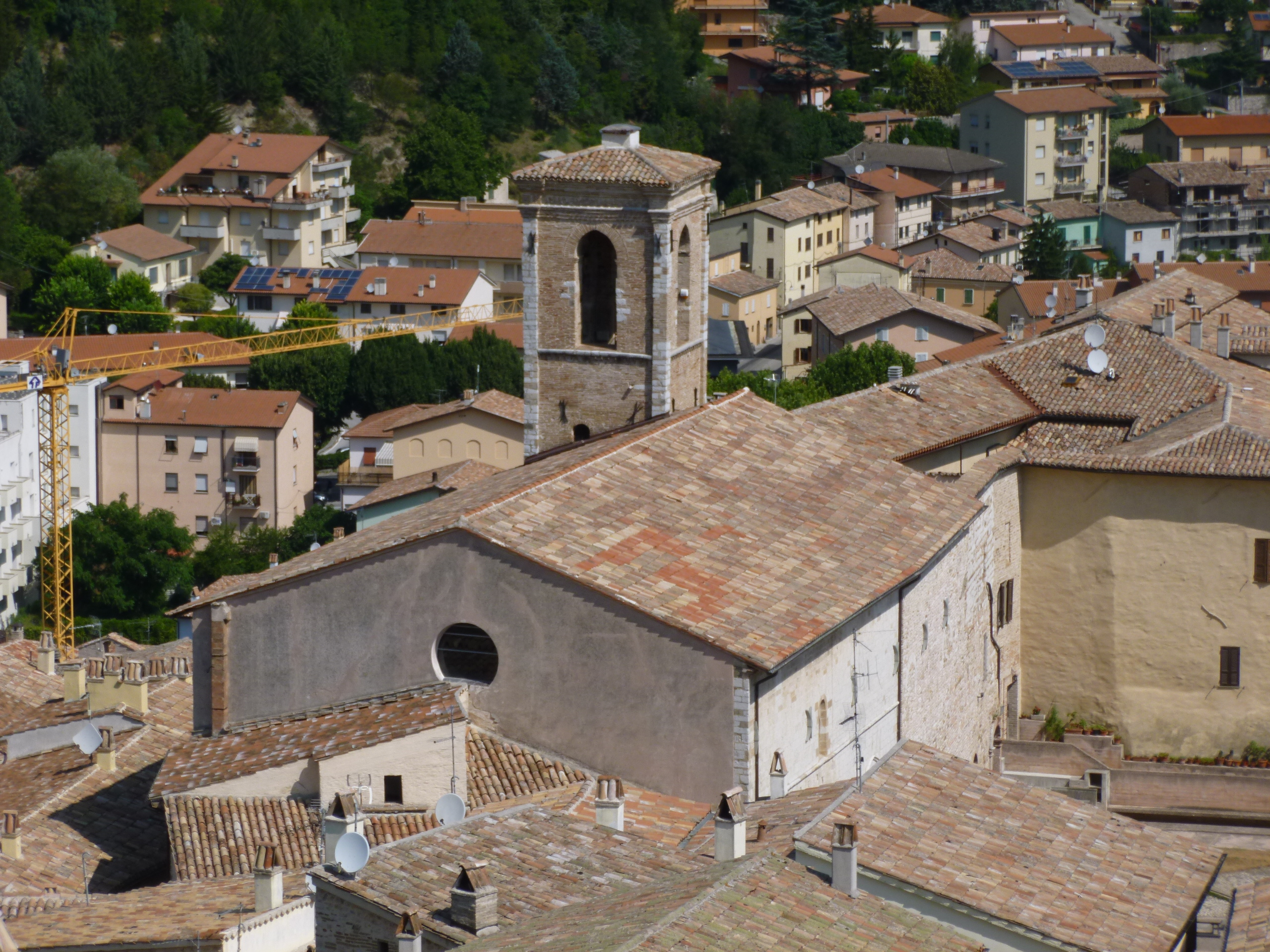
Kostel sv. Františka (pinakotéka)
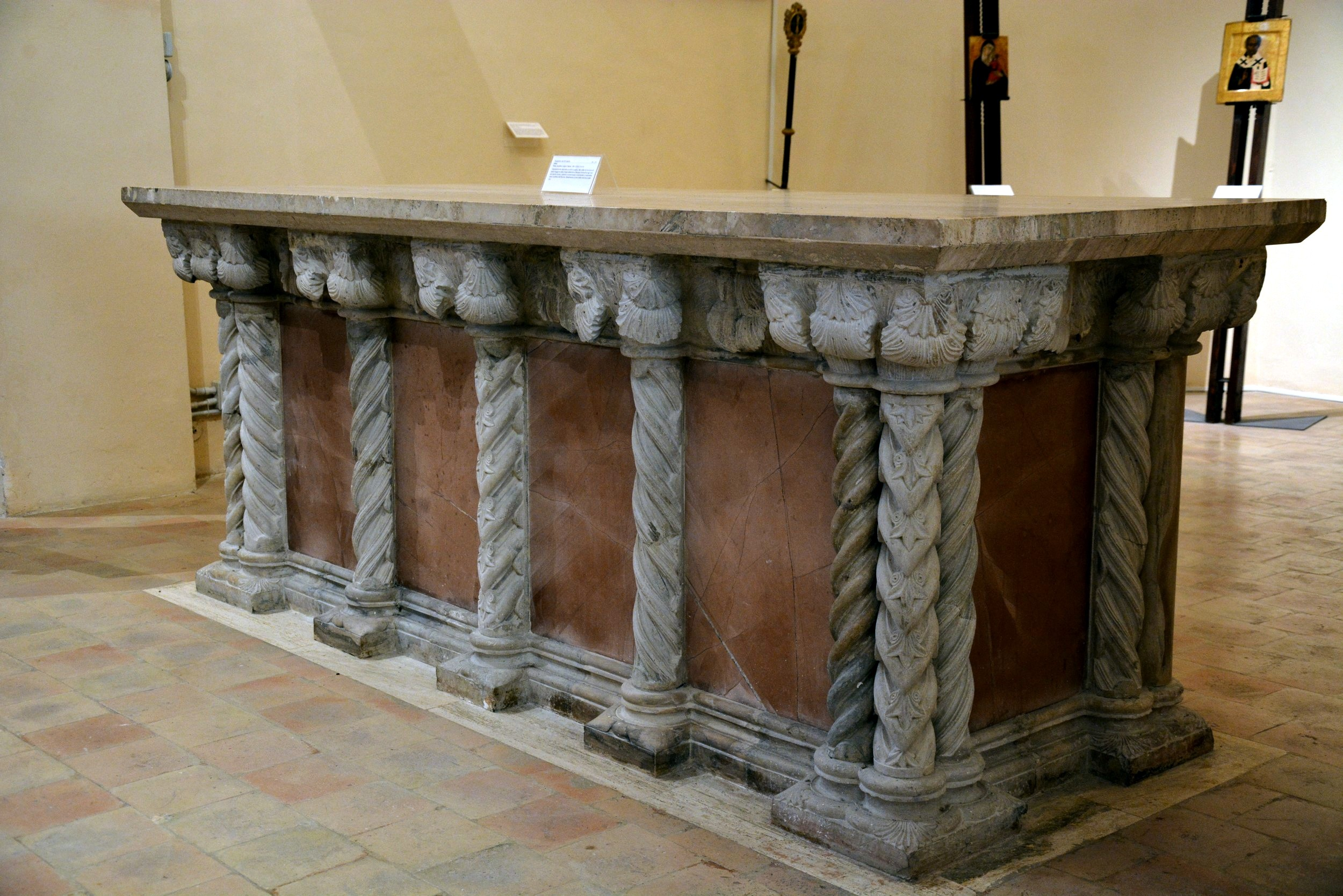
Románská oltářní menza v pinakotéce
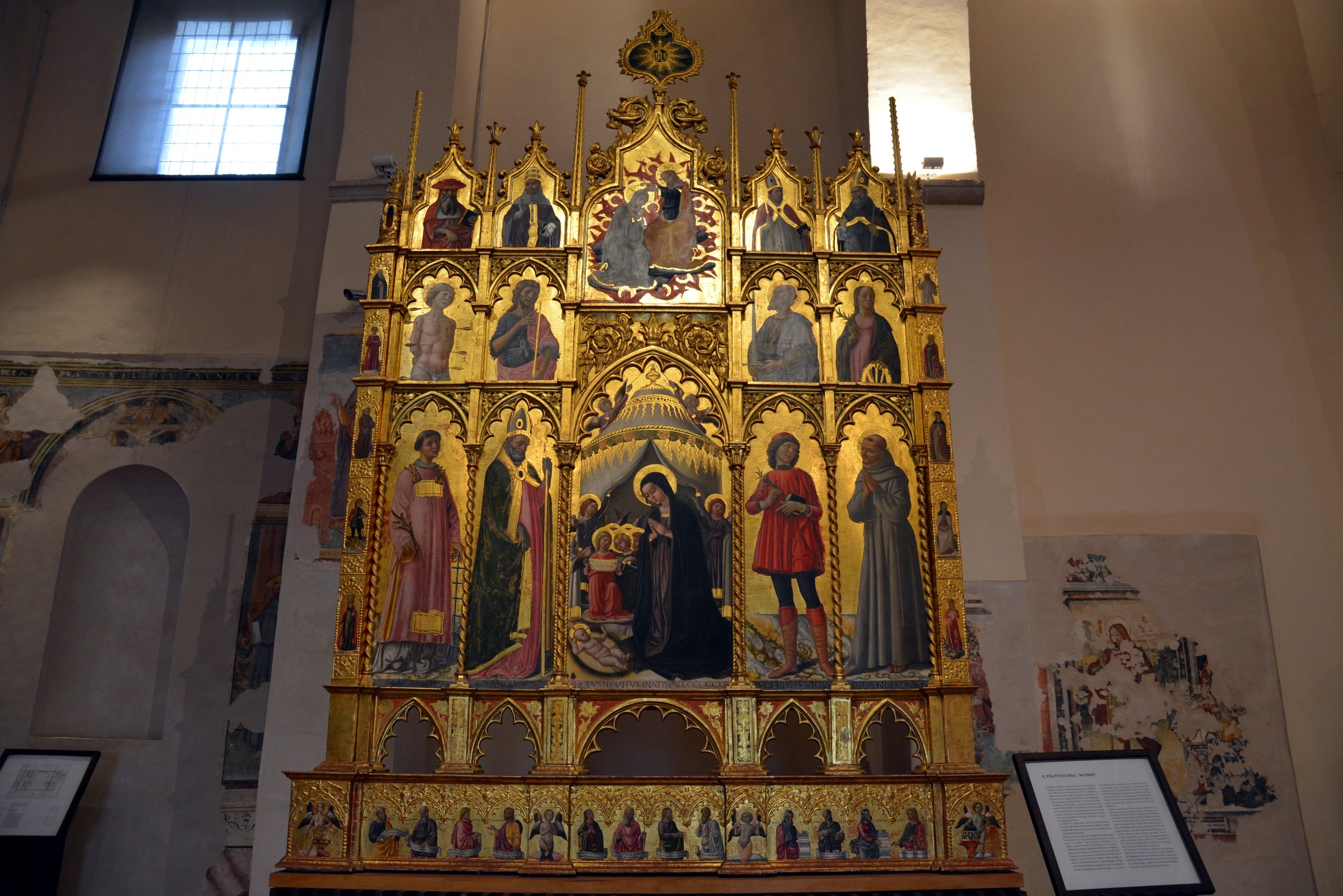
Polyptych s adorací Páně